# Матл Петро Євгенович
Матл Петро Євгенович (22 липня 1960, Мукачеве, Закарпатська область) — український скульптор-монументаліст угорського походження.

## Родина
Батьки Наталія та Євген-Отто Матл. Родич -
лікар–хірург Микола Віттенбергер допоміг викупити будинок на початку 20 сторіччя у Тиводара Легоцького.

## Біографія
- 1974 рік  - закінчив угорськомовну ЗОШ № 3 м. Мукачевого, у якій вчився з 2 класу. Угорську мову та літератури викладав Ференц Балога[2].
- З 12-13 років завдячуючи дядькові, Петро відвідував пленери за участі відомих педагогів та художників Василя Васильовича Бурча та Антона Кашшая[2].
- 1975 - 1979 -вчився в Ужгородському училищі прикладного мистецтва на факультеті художньої кераміки 1979 року. Викладачі: Аверкієва Людмила С., Бедзіра Павло[2].
- 1979 -після закінчення училища працює викладачем у художній школі, щойно створеній за ініціативи відомого педагога та митця Цібере Василя Михайловича[2].
- 1979 по 1985 роки  - працював в Закарпатському художньо-виробничому комбінаті художником-оздоблювачем[2].
- 1985 по 1988 роки - працював викладачем художньої кераміки в Мукачівській гімназії[2].
- 1989 по 1993 роки - працює в Угорщині, робить великі паркові скульптури із дерева на замовлення місцевих депутатів для мешканців міст і сіл[2].

Одружений, має двох синів.

## Творча діяльність

### Визначні твори
- 1984 - “Птахолов”.
- 1986 - “Трубач”[2].
- 1993 - “Птах корінь квадратний”[2].
- 1994 - меморіальна дошка Тіводару Легоцькому на будинку, де живе Петро Матл, на замовлення Шандор-бачі Пак (батька відомого підприємця та мецената Імре Пака)[2].
- 1995 - “Фонтан любові”[2].
- 1997 - “Янгел охоронець”[2].
- 2006 - пам'ятник Ілоні Зріні[2].
- Верецький пам'ятник "Прихід угорців в Карпатський басейн"[2][3] .

### Громадська діяльність
- 1995 рік  - стає членом об’єднання угорських художників Закарпаття ім. Імре Рейвес[2].
- 1999 рік  - стає членом Національної Спілки художників України[2].

## Відзнаки і нагороди
Лауреат міжнародних та всесвітніх симпозіумів по скульптурі:
- 1989 рік  - Міжнародний скульптурний симпозіум у Дебрецен, (Угорщина).
- 1993 рік  - Геб-Арт, (Угорщина).
- 2000 рік  - почесна грамота за успіхи в художній творчості.
- 2002 рік  - Ліффол ле Гранде, (Франція).
- 2003 рік  - Орден Хрест за признання художньої діяльності ІІ ступені.
- 2003 рік  - Імамі, (Японія).
- 2004,2005,2007 роки  - Гросшенау, (Австрія).
- 2006 рік  - Нове Граді, (Чехія).
- 24 листопада 2006 рік  - лауреат Закарпатської обласної художньої премії імені Шімона Холлоші - за значний внесок в художнє життя та зберігання закарпатського, та всесвітнього мистецького життя угорців.
- 2006 рік  - Балатонфюред, (Угорщина).
- 2007 рік  - Паудорф, (Австрія).
- 2008 рік  - Жумберк, (Чехія).
- Лауреат обласної премії імені Йосипа Бокшая і Адальберта Ерделі у галузі образотворчого та декоративно-прикладного мистецтва 2007 рік.
- Лауреат Міжнародної премії “За Угорську Культуру” 2009 р. за досягнуті успіхи в художній творчості угорців.